# Veljko Rogošić
Veljko Rogošić (ur. 20 lipca 1941 w Kaštel Lukšić, zm. 7 sierpnia 2012 w Splicie) – chorwacki pływak.
W 1960 roku wystąpił na igrzyskach olimpijskich, na których zajął 18. miejsce na 1500 m stylem dowolnym z czasem 18:51,8, 20. na 400 m stylem dowolnym z czasem 4:39,5 i 27. na 200 m stylem motylkowym z czasem 2:35,5, a także był 13. w sztafetach 4 × 100 m stylem zmiennym i 4 × 200 m stylem dowolnym. W 1963 roku zdobył dwa medale igrzysk śródziemnomorskich: srebrny na 400 m stylem dowolnym z czasem 4:33,6 i brązowy na 1500 m stylem dowolnym z czasem 18:18,7. Rok później ponownie wziął udział w igrzyskach olimpijskich, na których zajął 16. miejsce na 1500 m stylem dowolnym z czasem 18:05,5 i 19. na 400 m stylem zmiennym. W 1967 roku ponownie wystartował w igrzyskach śródziemnomorskich, na których był czwarty na 400 m stylem dowolnym z czasem 4:36,4. W 1971 roku został brązowym medalistą tych zawodów w sztafecie 4 × 200 m stylem dowolnym. W latach 1959–1973 reprezentował klub PK Split. W trakcie kariery 51 razy ustanawiał rekordy Jugosławii na różnych dystansach, 203 razy reprezentował Jugosławię w zawodach międzynarodowych, zdobył 142 tytuły mistrza Jugosławii na różnych dystansach.
W 1969 roku zaczął uczestniczyć w maratonach pływackich. Już w pierwszych zawodach międzynarodowych wygrał maraton pływacki w Riccione. Powtarzał ten sukces również w latach 1970–1973, a w latach 1971, 1972, 1973 i 1974 zwyciężał maraton Capri-Neapol. W 1974 roku wygrał także maraton Saguenay w Kanadzie z czasem 10:23:37, powtórzył to osiągnięcie rok później. W 1976 roku przepłynął jezioro Ontario. W 1998 roku został przyjęty do International Marathon Swimming Hall of Fame (Galerii Sławy Maratonów Pływackich).
14 sierpnia 2004 w 11 godzin i 27 minut przepłynął kanał La Manche z Anglii do Francji. Dokonał tego jako pierwszy Chorwat w historii. W 2005 roku przepłynął etapami chorwackie wybrzeże od Savudriji do półwyspu Prevlaka. W sierpniu 2006 przepłynął Adriatyk z Grado do Riccione, ustanawiając rekord świata w długości przepłyniętej trasy (225 km). W lipcu 2008 w 50 godzin i 26 minut przepłynął Morze Śródziemne z Sycylii do półwyspu Al-Watan al-Kibli w Tunezji.
W 1963 roku poślubił Željkę, z którą miał syna Veljka i córkę Vedranę. Zmarł 7 sierpnia 2012 w Splicie po ciężkiej chorobie (chłoniak Hodgkina).